# Museo de arte oriental (Venecia)

El Museo de Arte Oriental de Venecia está situado en Ca' Pesaro en el sestiere de Santa Croce , cerca de Campo San Stae .
Contiene una importante colección de obras de arte oriental, alrededor de 30.000 piezas, compuesto originalmente por los objetos recogidos por Enrique de Borbón, conde de Bardi, durante sus viajes por el Lejano Oriente entre 1887 y 1889 . La colección, después de muchas vicisitudes, finalmente pasó a ser propiedad del Estado italiano.
En la actualidad, los valiosos objetos se exponen en la tercera planta de Ca' Pesaro, que resulta un espacio muy reducido y lo que impide un disfrute adecuado, aunque a su favor tiene el interés por el entorno histórico. La colección incluye entre sus piezas una enorme cantidad de laca japonesa del periodo Edo (1603-1868), y muchas espadas japonesas guardadas en sus envolturas originales. 